# François Bissot
Pour les articles homonymes, voir Bissot.
François Bissot (ou Byssot), sieur de la Rivière, (né en 1613 - mort en 1673), est un seigneur et commerçant de la Nouvelle-France.

## L'origine de François Bissot (Byssot)
Il serait né en 1613, dans la paroisse Notre-Dame-des-Prés à Pont-Audemer dans l'actuel département de l'Eure en Normandie (France).

## L'arrivée de François Bissot en Nouvelle-France
Il existe très peu d'informations concernant son arrivée en Nouvelle-France. Les historiens supposent qu'il serait arrivé entre 1641 et 1647.

## Deuxième concession à Pointe-Lévy dans la seigneurie de Lauzon
Le 9 novembre 1647, Guillaume Couture signa un acte, devant le notaire Claude Lecoutre dit Lachaisnée en présence de Thomas Vivien, du sieur Jean Bourdon dit Rommainville, du sieur François de Chavigny de Berchereau père, de Nicolas Marsolet de Saint-Aignan et de Guillaume Cauchon, par lequel il s'engagea à bâtir un corps de logis temporaire situé près de la grève Jolliet, sur la côte de Lauzon, au bénéfice de François Bissot de la Rivière. De plus, pour une somme de deux cents livres, Couture s'engagea aussi à défricher la terre de Bissot tout en construisant sa maison située sur une partie surélevée au-dessus de la grève Jolliet. Il habitera dans le petit corps de logis, jusqu'au jour de la Saint-Michel, le 29 septembre 1648, le temps de terminer la construction de sa maison. Cependant, l'emplacement de la maison de François Bissot est à déterminer, car il semble que sa localisation exacte n'est pas bien précisée dans les ouvrages historiques. 
Le 15 octobre 1648, Guillaume Couture et François Bissot deviennent officiellement les premiers censitaires de la seigneurie de Lauzon par la signature officielle de l'acte de concession signée par Jean de Lauzon à Paris. Ainsi, Bissot fut le deuxième colon français qui est venu s'installer à la seigneurie de Lauzon. Bissot et Couture seront voisins à Pointe-Lévy (ou côte de Lauzon). Bissot s'engagea à payer douze deniers de cens pour chaque arpent défriché et un quartier d'anguilles. 
Les deux propriétés étaient séparées par un petit ruisseau qui se jetait dans le fleuve Saint-Laurent dans le secteur de la Grève Jolliet, près de l'Anse-aux-Sauvages (l'actuelle Grève Guilmour), et qui traversait les terrains ou s'élèvent aujourd'hui l'église Saint-Joseph et le presbytère du secteur Lauzon.

## Mariage de François Bissot et Marie Couillard à Québec
Le 25 octobre 1648, François Bissot épousa Marie Couillard (1633-1703) (cinquième enfant de Guillaume Couillard et de Guillemette Hébert et petite-fille de Louis Hébert) à Québec. Le contrat de mariage fut signé le 4 octobre 1648 par devant Sieur Jean Bourdon dit Rommainville, en présence de Nicolas Maccard, Claude Lecoutre dit Lachaisnée, Simon Guyon et Olivier Le Tardif de Honnefleur (Honfleur). La dot de la mariée s'élevait à huit cents livres tournois et le marié promit quatre cents livres tournois de rente à sa femme. Ils s'installèrent à Pointe-Lévy, sur la côte de Lauzon, en cette même année. Il semble qu'ils auraient habité le corps de logis que Guillaume Couture avait construit pour Bissot près de la grève Jolliet en 1647. Ils eurent douze enfants dont cinq garçons et sept filles.
Les douze enfants de Bissot :
- Jean-François Bissot (1649-1663)
- Louise Bissot (1651-????)
- Geneviève Bissot (1653-????)
- Catherine Bissot (1655-1694)
- Claire-Françoise Bissot (1656-1710), épouse de Louis Jolliet
- Marie Bissot (1657-1719)
- Guillaume Bissot (1661-1676)
- Charles-François Bissot, seigneur de Cap-Saint-Claude et de Vincennes (1664-????)
- Charlotte Bissot (1666-????)
- Sieur Jean-Baptiste Bissot de Vincennes (1668-1736)
- Jeanne Bissot (1671-????)
- François Bissot (1673-1737)

## Fondateur du premier moulin de la seigneurie de Lauzon en 1655
En 1655, Bissot fit construire un moulin à la côte de Lauzon à Pointe-Lévy qui était actionné par l'eau où les colons qui avaient suivi les deux pionniers purent faire moudre leur grain. Il fut le premier à tenter une entreprise industrielle sérieuse en Nouvelle-France. Ce moulin était situé sur un lot situé au nord de l'actuelle église Saint-Joseph dans le secteur Lauzon à Lévis. Le ruisseau qui approvisionnait le moulin et la tannerie fut malheureusement condamné au début des années 2000, dû à la mauvaise qualité de l'eau. Il était situé à l'emplacement des Résidences Mgr Bourget.
- Consultez le site Wikimapia pour voir l'emplacement du moulin. Il se trouvait sur la terre située à la gauche de l'actuelle couvent Jésus-Marie qui n'existait pas à cette époque.

## Bissot chasse le loup-marin et fait la traite de la fourrure dans le Saguenay
Bissot se livre aussi à la chasse au loup-marin et à la traite des fourrures dans la région de Tadoussac. 

## Bissot obtient la seigneurie de Mingan en 1661
Le 25 février 1661, il obtint la concession de l'île aux Œufs (Mingan) de la Compagnie des Cent-Associés. Après le départ du gouverneur Jean de Lauzon, il s'occupa par ailleurs de l'exploitation de la seigneurie de Lauzon, avec Eustache Lambert.

## François Bissot et Marie Couillard vivent à Québec
Bourgeois aisés, les Bissot vivront à Québec de 1666 à 1667.

## Bissot nommé juge sénéchal de laseigneurie de Lauzonen 1666
Guillaume Couture fut nommé à ce titre, le 20 novembre 1673, par Claude Bermen Sieur de la Martinière. Est-il son successeur? C'est une information à vérifier.

## Bissot fait construire la première tannerie de la Nouvelle-France en 1668
En 1668, il établit une tannerie à la seigneurie de Lauzon qui était située tout près de son moulin. Elle a fourni pendant longtemps des cuirs à tous les cordonniers de Québec.

## Bissot achète une terre dans la seigneurie de Vincennes en 1670
Le 24 novembre 1670, il achète quatre arpents de terre de front sur quarante arpents de profondeur au lieu appelé « la petite pêche » dans la seigneurie de Vincennes  (localisée dans l'actuelle municipalité de Beaumont voisine de la Ville de Lévis).

## Bissot fait l'acquisition de la seigneurie de Vincennes
Le 1er novembre 1672, Jean Talon, intendant de la Nouvelle-France, lui concéda la seigneurie de Vincennes en faveur de ses fils Jean-Baptiste et Charles-François (deux militaires dans l'armée de la Nouvelle-France). Celle-ci mesurait 71 arpents de terre de front par une lieue de profondeur. Elle était située sur le bord du fleuve Saint-Laurent, entre la seigneurie de la Martinière et la seigneurie de Beaumont, sur la rive-sud de la pointe ouest de l'île d'Orléans. Il se porta en outre acquéreur de la seigneurie de Mingan, sur la Côte-Nord.

## Bissot beau-père de Louis Jolliet
Le 7 octobre 1675, Claire-Françoise Bissot (fille de François) épousa Louis Jolliet (1645-1700), le découvreur du fleuve Mississippi. Celui-ci reçut la seigneurie de l'Ile d'Anticosti et celle de Jolliet.

## Décès de François Bissot à Québec en 1673
Bissot est décédé le 26 juillet 1673 à l'Hôtel-Dieu de Québec. Il fut inhumé le même jour dans le cimetière de l'Hôtel-Dieu par l'abbé Louis de Maizerets. L'inventaire des biens de Sieur François Bissot de la Rivière fut fait le 23 avril 1676 en présence de Louis Maheut, Louis Joliet seigneur d'Anticosti, Marie Couillard et Romain Becquet. Jean-Baptiste Bissot (1668-1719), fils de François et héritier de la seigneurie de Vincennes, reçut le nom de Bissot de Vinsenne ou Vincennes. Un nom emprunté à une ville de la banlieue de Paris. François-Marie, fils Jean-Baptiste, est le fondateur du poste de Vincennes qui était situé dans l'actuel État de l'Indiana aux États-Unis.
Après la mort de son mari, Marie Couillard se remaria avec Jacques Delalande, âgé de 27 ans, le 5 septembre 1675 à Québec. En présence de Maître Paul Vachon dit Pomerleau, Jean Pinguet et du Sieur Pierre Duquet de la Chenaye.